# Шетно-едукативна стаза „Бањска стена”
Шетно-едукативна стаза „Бањска стена” се налази на планини Тари, у оквиру НП Тара. Дужина стазе је 6km и намењена је посетиоцима свих узраста.

## Опис стазе
Почетак шетне стазе је код првог уређеног одморишта на Митровцу, код улаза у у природни резерват „Црвени поток”, јединствено станиште оморике на тресетишту, који води од Митровца према резервату „Под Горушицом”. Дуж стазе је постављено пет одморишта са клупама, корпама за отпад, едукативним таблама. Табле имају едукативни карактер и имају за циљ боље упознавање посетилаца парка са флором и фауном Таре. После 6km равним путем кроз мешовите лишћарске шуме долази се до скретања које води до видиковца Бањска стена, одакле се пружа поглед на највећи кањон у Националном парку, кањон реке Дрине и језеро Перућац. Поред незаборавног погледа на планински масив, доживљај на видиковцу употпуњују столетна стабла црног бора са тањирастим крунама карактеристичним за бор на кречњачким литицама извајаним на ветру.
Није пожељно да се сам посетилац креће стазом, због могућих сусрета са дивљим животињама, наручито у зимском периоду. Препоручљива је шетња у групи.